# Charles Martin Smith
Charles Martin Smith (Los Angeles, 30 ottobre 1953) è un attore, regista, sceneggiatore e produttore cinematografico statunitense, talvolta accreditato come Charlie Martin Smith.

## Biografia
Nato nel sobborgo di Van Nuys (nella Valle di San Fernando), è figlio del cartoonist Frank Smith e nipote del disegnatore e regista Paul J. Smith, attivo ai Walter Lantz Studios. Dopo che il padre è stato chiamato a dirigere in Francia il ramo in lingua inglese di una casa di produzione del cinema d'animazione, ha trascorso tre anni a Parigi. Dopo essersi diplomato alla Glover Cleveland high school di Los Angeles-Reseda, ha frequentato l'Università statale della California di Northridge ricevendo il Bachelor of Arts per il teatro.

### Attività da attore
Attivo anche in teatro ed in televisione, è conosciuto soprattutto per l'interpretazione del personaggio di Terry "il rospo" Fields nel film del 1973 diretto da George Lucas American Graffiti. Aveva debuttato nel cinema l'anno precedente diretto da Dick Richards in The Culpepper Cattle Co.. Nello stesso anno ha fatto poi parte del cast del film di Sam Peckinpah Pat Garrett e Billy the Kid. È inoltre ricordato per l'interpretazione di Oscar Wallace ne The Untouchables - Gli intoccabili di Brian De Palma del 1987.

### Attività da regista
Sposato con Ursula Martin (da cui ha avuto un figlio e da cui ha poi divorziato), nel 1986 ha diretto come regista il film horror Morte a 33 giri. Smith vive a Vancouver, in Canada dagli anni ottanta e continua nell'attività di autore, produttore, regista ed attore in ambito cinematografico.
Durante lo sviluppo della sua carriera, a partire dagli anni novanta, Smith si è dedicato maggiormente all'attività di regista. Il suo primo film è stato il film horror Morte a 33 giri (1986), prodotto da Dino De Laurentiis. È stato poi uno dei registi impegnati nelle riprese della serie televisiva Space: Above and Beyond (1995). Successivamente ha diretto il film Air Bud - Campione a quattro zampe (prodotto dalla Disney nello stesso anno), e due miniserie della Hallmark Entertainment:Roughing It (2001) e Icon (2005).
Smith ha scritto e diretto anche il film The Snow Walker (2003) prodotto dalla canadese Lions Gate Films, basato su un racconto di Farley Mowat. Questo film ha fatto guadagnare a Smith nove nomination ai Genie Award, fra cui quelle per il miglior film e la migliore regia. Nel giugno 2007 ha diretto Stone of Destiny per la Mob Films; il film, basato su sceneggiatura propria, ha visto impegnati Charlie Cox e Kate Mara. Ha chiuso il gala di presentazione del 2008 al Toronto International Film Festival.

## Filmografia

### Attore

#### Cinema
- Fango, sudore e polvere da sparo (The Culpepper Cattle Co.), regia di Dick Richards (1972)
- ...e tutto in biglietti di piccolo taglio (Fuzz), regia di Richard Colla (1972)
- Pat Garrett e Billy Kid (Pat Garrett and Billy the Kid), regia di Sam Peckinpah (1973)
- American Graffiti, regia di George Lucas (1973)
- La banda di Harry Spikes (The Spikes Gang), regia di Richard Fleischer (1974)
- La gang della spider rossa (No Deposit, No Return), regia di Norman Tokar (1976)
- The Buddy Holly Story, regia di Steve Rash (1978)
- American Graffiti 2, regia di Bill L. Norton (1979)
- Herbie sbarca in Messico (Herbie Goes Bananas), regia di Vincent McEveety (1980)
- Mai gridare al lupo (Never Cry Wolf), regia di Carroll Ballard (1983)
- Starman, regia di John Carpenter (1984)
- Morte a 33 giri (Trick or Treat), regia di Charles Martin Smith (1986)
- The Untouchables - Gli intoccabili (The Untouchables), regia di Brian De Palma (1987)
- Gli esperti americani (The Experts), regia di Dave Thomas (1989)
- The Hot Spot - Il posto caldo (The Hot Spot), regia di Dennis Hopper (1990)
- Massima copertura (Deep Cover), regia di Bill Duke (1992)
- Fifty/Fifty, regia di Charles Martin Smith (1992)
- Inviati molto speciali (I Love Trouble), regia di Charles Shyer (1994)
- Ciao Julia, sono Kevin (Speechless), regia di Ron Underwood (1994)
- Alibi perfetto (Perfect Alibi), regia di Kevin Meyer (1995)
- Final Cut - Sfida esplosiva (The Final Cut), regia di Roger Christian (1996)
- In fuga a Las Vegas (Wedding Bell Blues), regia di Dana Lustig (1996)
- Deep Impact, regia di Mimi Leder (1998) (non accreditato)
- Dead Heat, regia di Mark Malone (2002)
- L'isola dei cavalli selvaggi (Touching Wild Horses), regia di Eleanor Lindo (2002)
- Gli esclusi - Il mondo in guerra (Left Behind: World at War), regia di Craig R. Baxley (2005)
- Le regole del gioco (Lucky You), regia di Curtis Hanson (2007)
- Jack e Jill (Jack and Jill vs. the World), regia di Vanessa Parise (2008)
- L'incredibile storia di Winter il delfino 2 (Dolphin Tale 2), regia di Charles Martin Smith (2014)

#### Televisione
- La famiglia Brady (The Brady Bunch) – serie TV, episodio 3x04 (1971)
- Monty Nash – serie TV, episodio 1x08 (1971)
- Room 222 – serie TV, episodio 4x08 (1972)
- Alice e i giorni della droga (Go Ask Alice) – film TV (1973)
- Love, American Style – serie TV, episodio 5x10 (1973)
- Le strade di San Francisco (The Streets of San Francisco) – serie TV, episodio 2x17 (1974)
- A tutte le auto della polizia (The Rookies) – serie TV, episodio 3x04 (1974)
- Petrocelli – serie TV, episodio 1x12 (1974)
- Baretta – serie TV, episodio 3x06 (1976)
- Grizzly Adams (The Life and Times of Grizzly Adams) – serie TV, episodio 1x08 (1977)
- Ore 17: quando suona la sirena (When the Whistle Blows) – serie TV, episodio 1x02 (1980)
- Ai confini della realtà (The Twilight Zone) – serie TV, episodi 1x26-1x27 (1985)
- Boris & Natasha (Boris and Natasha) – film TV (1992)
- Guerra al virus (And the Band Played On) – film TV (1992)
- The Untouchables – serie TV, episodio 2x09 (1993)
- I racconti della cripta (Tales from the Crypt) – serie TV, episodio 5x12 (1993)
- La famiglia Brock (Picket Fences) – serie TV, episodio 2x09 (1993)
- L.A. Law - Avvocati a Los Angeles (L.A. Law) – serie TV, episodio 8x18 (1994)
- Un medico tra gli orsi (Northern Exposure) – serie TV, episodio 6x05 (1994)
- Roswell – film TV (1994)
- Oltre i limiti (The Outer Limits) – serie TV, episodio 1x04 (1995)
- X-Files (The X-Files) – serie TV, episodio 2x22 (1995)
- The Beast - Abissi di paura (The Beast) – miniserie TV (1996)
- Dead Silence - Ostaggi del silenzio (Dead Silence) – film TV (1997)
- Blackout ad alta quota (Blackout Effect) – film TV (1998)
- Picchiarello (The New Woody Woodpecker Show) – serie TV animata, episodio 1x08 (1999) (voce)
- The Apartment Complex – film TV (1999)
- In tribunale con Lynn (Family Law) – serie TV, episodio 2x04-2x19 (2000-2001)
- Ally McBeal – serie TV, episodio 5x07 (2001)
- Roughing It – film TV (2002)
- Kingdom Hospital – serie TV, episodio 1x01 (2004)
- The Last Casino – film TV (2004)
- Il triangolo delle Bermude (The Triangle) – miniserie TV (2005)
- Da Vinci's City Hall – serie TV, 13 episodi (2005-2006)
- Law & Order - Unità vittime speciali (Law & Order: Special Victims Unit) – serie TV, episodio 8x06 (2006)
- Drive – serie TV, 4 episodi (2007)
- Indizi dal passato (Still Small Voices), regia di Mario Azzopardi – film TV (2007)
- Leverage - Consulenze illegali (Leverage) – serie TV, episodio 2x01 (2009)
- Fringe – serie TV, episodio 2x02 (2009)
- Psych – serie TV, episodio 5x03 (2010)
- Motive – serie TV, episodio 3x12 (2010)

### Regista
- Morte a 33 giri (Trick or Treat) (1986)
- Boris e Natasha (Boris and Natasha) (1992)
- Air Bud - Campione a quattro zampe (Air Bud) (1997)
- The Snow Walker (2003)
- Icon - Sfida al potere (Icon) (2005)
- Stone of Destiny (2007)
- L'incredibile storia di Winter il delfino (Dolphin Tale) (2011)
- L'incredibile storia di Winter il delfino 2 (Dolphin Tale 2) (2014)
- Un viaggio a quattro zampe (A Dog's Way Home) (2019)
- Natale con Bob (A Gift from Bob) (2020)

## Doppiatori italiani
Nelle versioni in italiano delle opere in cui ha recitato, Charles Martin Smith è stato doppiato da:
- Luca Dal Fabbro in Guerra al virus, Inviati molto speciali, Alibi perfetto, The Beast - Abissi di paura, Motive
- Mino Caprio in Ciao Julia, sono Kevin, Deep Impact, Fringe, Psych
- Francesco Pannofino in The Untouchables - Gli intoccabili, The Hot Spot - Il posto caldo, Gli esclusi - Il mondo in guerra
- Piero Tiberi in American Graffiti, American Graffiti 2
- Leo Gullotta in La gang della spider rossa
- Vittorio Guerrieri in Herbie sbarca in Messico
- Saverio Garbarino in Mai gridare al lupo
- Sandro Acerbo in Starman
- Giorgio Lopez in Gli esperti americani
- Stefano De Sando ne L'isola dei cavalli selvaggi
- Giuliano Santi in Roswell
- Emilio Bonucci in X-Files
- Guido Ruberto in Ally McBeal
- Carlo Valli ne Il triangolo delle Bermude
- Sergio Di Giulio ne Le regole del gioco
- Franco Zucca in Indizi dal passato
- Oliviero Dinelli in Leverage - Consulenze illegali
- Marco Mete in L'incredibile storia di Winter il delfino 2